# Richard Deacon
Richard Deacon (Filadelfia, 14 maggio 1921 – Los Angeles, 8 agosto 1984) è stato un attore statunitense.

## Biografia
Alto, calvo e di solito occhialuto, è stato un attore caratterista spesso  interprete di personaggi pomposi o imperiosi. Ha fatto apparizioni sul piccolo schermo in The Jack Benny Show come venditore e barbiere, e nella serie  Happy nel ruolo di un direttore d'albergo.
Ha avuto un piccolo ruolo in alcune scene iniziali, insieme a Tippi Hedren, nel film Gli uccelli (1963) di Alfred Hitchcock, e un ruolo più ampio in L'invasione degli Ultracorpi (1956).
I suoi personaggi più conosciuti sono quelli di Mel Cooley in The Dick Van Dyke Show (1961-1966) e di Fred Rutherford in Ci pensa Beaver (1957-1963). Interpretò inoltre il ruolo di un maggiordomo in un episodio classico di The Lucy-Desi Comedy Hour intitolato The Next Door Celebrity, accanto a Tallulah Bankhead, e il ruolo di Roger Buell nella seconda stagione della serie The Mothers-In-Law (1967-1969), in cui sostituì nel ruolo l'attore Roger C. Carmel.
Nella vita privata, Deacon  è stato uno chef. Negli anni settanta e ottanta scrisse una serie di libri di cucina e presentò una trasmissione canadese sulla cottura con il forno a microonde.

## Filmografia parziale

### Cinema
- L'invasione degli Ultracorpi (Invasion of the Body Snatchers), regia di Don Siegel (1956)
- Congiura al castello (Francis in the Haunted House), regia di Charles Lamont (1956)
- I filibustieri della finanza (The Power and the Prize), regia di Henry Koster (1956)
- La gang della città dei divorzi (Affair in Reno), regia di R.G. Springsteen (1957)
- L'impareggiabile Godfrey (My Man Godfrey), regia di Henry Koster (1957)
- Decisione al tramonto (Decision at Sundown), regia di Budd Boetticher (1957)
- Come svaligiare una banca (A Nice Little Bank That Should Be Robbed), regia di Henry Levin (1958)
- Il molto onorevole Mr. Pennypacker (The Remarkable Mr. Pennypacker), regia di Henry Levin (1959)
- I segreti di Filadelfia (The Young Philadelphians), regia di Vincent Sherman (1959)
- Gli uccelli (The Birds), regia di Alfred Hitchcock (1963)
- Mia moglie ci prova (Critic's Choice), regia di Don Weis (1963)
- Dove vai sono guai (Who's Minding the Store?), regia di Frank Tashlin (1963)
- I temerari del West (The Raiders), regia di Herschel Daugherty (1963)
- Jerry 8¾ (The Patsy), regia di Jerry Lewis (1964)
- Tre donne per uno scapolo (Dear Heart), regia di Delbert Mann (1964)
- A braccia aperte (John Goldfarb, Please Come Home!), regia di J. Lee Thompson (1964)
- Billie, regia di Don Weis (1965)
- F.B.I. - Operazione gatto (That Darn Cat!), regia di Robert Stevenson (1965)
- Il pirata del re (The King's Pirate), regia di Don Weis (1967)
- Il fantasma del pirata Barbanera (Blackbeard's Ghost), regia di Robert Stevenson (1968)
- Il sapore della vendetta (Persecución hasta Valencia), regia di Julio Coll (1968)
- La signora nel cemento (Lady in Cement), regia di Gordon Douglas (1968)
- Piraña, regia di Joe Dante (1978)

### Televisione
- Stage 7 – serie TV, episodio 1x09 (1955)
- Screen Directors Playhouse – serie TV, episodio 1x06 (1955)
- Crossroads – serie TV, episodio 1x36 (1956)
- The 20th Century-Fox Hour – serie TV, episodio 2x17 (1957)
- Gunsmoke – serie TV, episodio 2x15 (1957)
- Navy Log – serie TV, episodi 2x30-3x15 (1957)
- L'uomo ombra (The Thin Man) – serie TV, episodio 2x18 (1959)
- Maverick – serie TV, episodio 3x05 (1959)
- Bonanza – serie TV, episodio 1x28 (1960)
- Io e i miei tre figli (My Three Sons) – serie TV, episodio 1x06 (1960)
- Indirizzo permanente (77 Sunset Strip) – serie TV, episodio 3x10 (1960)
- Bourbon Street Beat – serie TV, episodio 1x24 (1960)
- Il magnifico King (National Velvet) – serie TV, episodio 1x29 (1961)
- Pete and Gladys – serie TV, episodi 1x33-2x21 (1961-1962)
- Hawaiian Eye – serie TV, episodio 3x11 (1961)
- The Dick Powell Show – serie TV, episodio 1x28 (1962)
- Follow the Sun – serie TV, episodio 1x26 (1962)
- Ai confini della realtà (The Twilight Zone) – serie TV, episodio 5x33 (1964)
- I Pruitts (The Pruitts of Southampton) – serie TV, 6 episodi (1966-1967)
- Rango – serie TV, episodio 1x06 (1967)
- The Danny Thomas Hour – serie TV, episodio 1x02 (1967)
- CHiPs – serie TV, episodio 1x05 (1977)

## Doppiatori italiani
- Renato Turi in L'invasione degli ultracorpi, Il fantasma del pirata Barbanera
- Manlio Busoni in I segreti di Filadelfia
- Giorgio Capecchi in Jerry 8¾
- Alessandro Sperlì in Piraña